# Chaunus nesiotes
Chaunus nesiotes là một loài cóc trong họ Bufonidae. Chúng là loài đặc hữu của Peru.
Các môi trường sống tự nhiên của chúng là các khu rừng ẩm ướt đất thấp nhiệt đới hoặc cận nhiệt đới và các khu rừng vùng núi ẩm nhiệt đới hoặc cận nhiệt đới. Loài này đang bị đe dọa do mất nơi sống.